# Óscar de los Santos

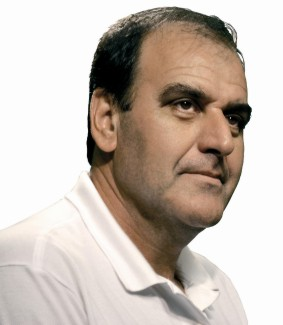
Óscar de los Santos, vor 2011

Óscar de los Santos (* 17. Februar 1962 in Nueva Carrara) ist ein uruguayischer Politiker.
De los Santos ist Mitglied der Frente Amplio (span. für Breite Front). Mitte der 1980er Jahre war er Generalsekretär der Kommunistischen Partei Uruguays in Maldonado. Diese Partei verließ er jedoch 1992 und gründete auf departamentaler Ebene die der Frente Amplio zuzuordnende Asamblea Democrática (Demokratische Versammlung), die sich sodann der Alianza Progresista (Fortschrittliches Bündnis) anschloss.
1989 war er erstmals Mitglied der Junta Departamental (Kreistag). Später ersetzte er in der 43. Legislaturperiode den der Frente Amplio angehörigen Abgeordneten Ramón Guadalupe und saß als stellvertretender Abgeordneter für das Departamento (Landkreis) Maldonado vom 1. September bis zum 1. Oktober 1992 in der Cámara de Representantes (Repräsentantenhaus). 1999 wurde er abermals als Edil für die Alianza Progresista - Frente Amplio (Fortschrittliches Bündnis – Breite Front) in die departamentale Volksvertretung gewählt. Bei den Wahlen 2004 für die am 15. Februar 2005 beginnende 46. Legislaturperiode wurde ihm als Kandidat der Encuentro Progresista – Frente Amplio – Nueva Mayoría (Fortschrittliche Begegnung – Breite Front – Neue Mehrheit) von der Wählerschaft erneut ein Abgeordnetenmandat für dieses Departamento auf nationaler Ebene zugesprochen. Im Folgejahr kandidierte er schließlich zur Kommunalwahl am 8. Mai 2005 für das Amt des Intendente des Departamento Maldonado und gewann. Damit war er der erste Politiker in dieser Position in der Geschichte des Departamentos, der dem politisch linken Lager angehört. In der Folge seines Wahlsiegs legte er sein Mandat in der uruguayischen Abgeordnetenkammer nieder, um sich auf seine Aufgaben als Departamento-Führer zu fokussieren. 2007 übernahm er zusätzlich die Vizepräsidentschaft der Organización Latinoamericana de Gobiernos Intermedios, die er seither innehat. Anfang des Jahres 2010 löste ihn in der Rolle des Departamento-Chefs kurzzeitig Gustavo Salaberry ab. Bei den Kommunalwahlen vom 9. Mai 2010 trat er dann für eine zweite Amtszeit in dieser Position an und wurde wiedergewählt.
De los Santo ist mit Ana Tabeira verheiratet und Vater der beiden Kinder Lucía und Ignacio.